# Sarromyia nubigena
Sarromyia nubigena är en tvåvingeart som beskrevs av Pokorny 1893. Sarromyia nubigena ingår i släktet Sarromyia och familjen parasitflugor. Inga underarter finns listade i Catalogue of Life.